# يوسف نجم الدين بن زكي الدين
سيدنا يوسف نجم الدين بن سيدنا زكي الدين (توفي في 18 جمادى الآخرة 1213 هـ / 27 تشرين الثاني 1798 م، في سورت، بالهند) كان الداعي المطلق الثاني والأربعين لطائفة البهرة الداوودية من الإسلام الإسماعيلي المستعلي. خلف الداعي الحادي والأربعين عبد الطيب زكي الدين بن بدر الدين في المنصب الديني.

## العائلة والحياة المبكرة
وُلد في جامناجار عام 1764 م وتلقى تعليمه على يد والده سيدنا عبد الطيب زكي الدين بن بدر الدين. والدته كانت راتان آي صاحبة بنت سيدي خان بهايصاحب. كان له ثلاثة أشقاء: سيدنا عبد علي سيف الدين، سيدي الشيخ آدم صفي الدين وسيدي عبد القادر حكيم الدين.
تزوج من مناك آي صاحبة ابنة الشيخ ميثا بهاي بن الشيخ آدم صفي الدين بن سيدنا نور الدين. بهذا الزواج أنجبت سيدنا يوسف ابنتان، زينب بيصاحبة وحواء بيصاحبة.

## الانضمام
أصبح سيدنا يوسف نجم الدين داعيًا مطلقًا في عام 1200 هـ في سن 23 عامًا. كانت فترة دعوته من 1200-1213 هـ (1787-1799 م). في عام 1204 هـ، زار أحمد آباد وبدأ ترميم قبور وأضرحة الدعاة السابقين. في عام 1207 هـ، زار دونجام، حيث أقام ضريحًا للسيد نور الدين. في طريقه إلى سورات، أقام لفترة وجيزة في بوني خلال فترة حكم بيشوا مادهافراو الثاني.
خلال فترة وجوده في منصبه الديني، انتقل مكتب الدعوة من برهانبور إلى سورات.

## الوفاة

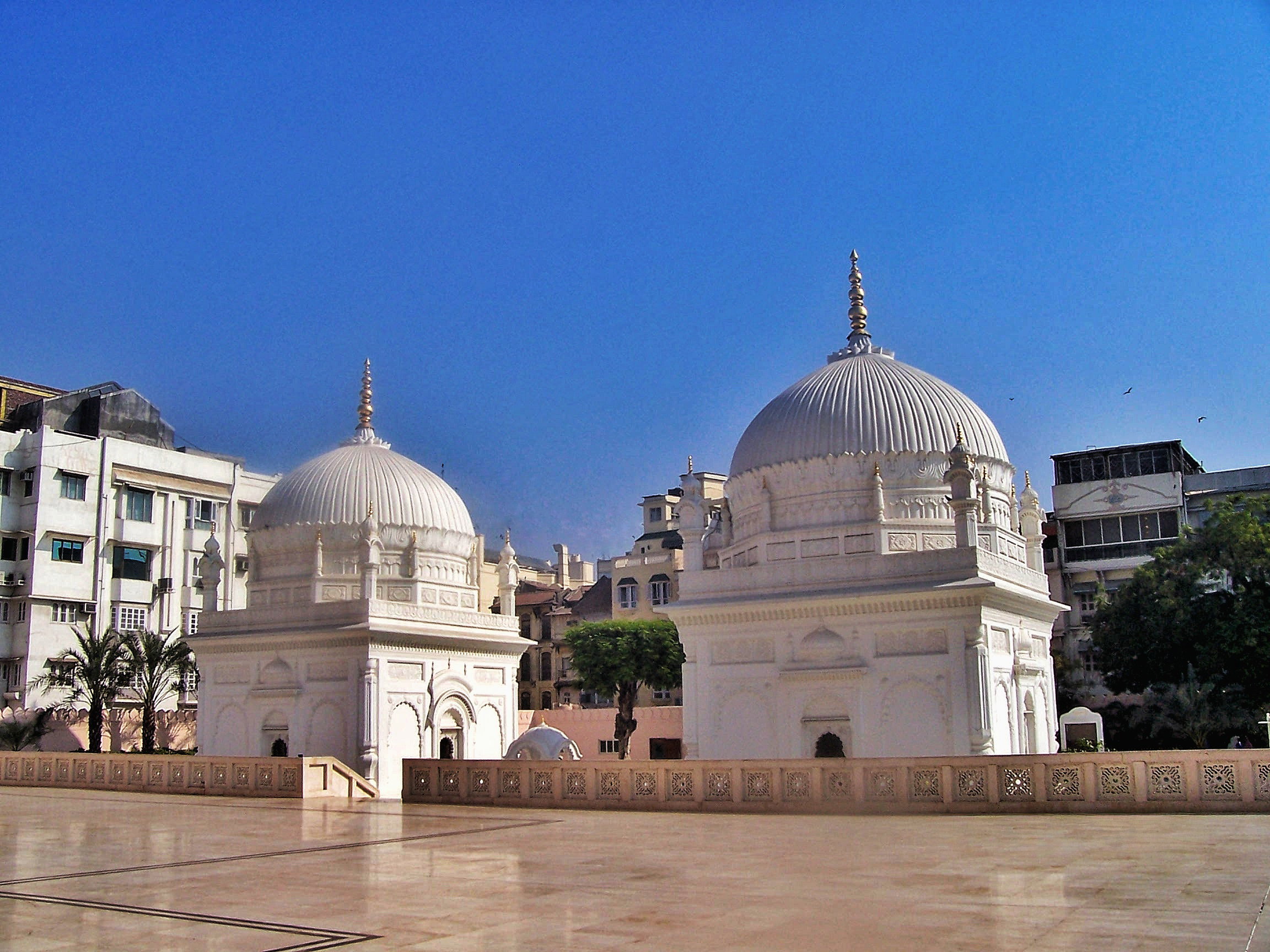
موقع دفن يوسف نجم الدين

تُوفي سيدنا يوسف عن عمر يناهز 36 عامًا. وكان الداعي السابع من سلالة مولانا راجا بن مولانا علي من عشيرة بهارمال. يقع قبره في قبة نجمية، في مزار السيفي، بسورات.

## قراءة إضافية
- دفتري، فرهاد، الإسماعيليون وتاريخهم وعقيدتهم (فصل -الإسماعيلية المستعلية-ص). 300-310)
- ليثان، يونغ، الدين، التعلم والعلم
- باخاراش، جوزيف دبليو ميري، الحضارة الإسلامية في العصور الوسطى

| ألقاب شيعيَّة                                                                       | ألقاب شيعيَّة                                                    | ألقاب شيعيَّة             |
| --------------------------------------------------------------------------------- | -------------------------------------------------------------- | ----------------------- |
| يوسف نجم الدين بن زكي الدين الداعي المطلقولد: 1764 م توفي: 27 تشرين الثاني 1798 م |                                                                |                         |
| سبقه عبد الطيب زكي الدين الثالث                                                   | الداعي المطلق الثاني والأربعون (42) 1200-1213 هـ (1787-1799 م) | تبعه عبدي علي سيف الدين |